# Doktor der Rechte
Doktor der Rechte, seltener Doktor des Rechts oder Doktor der Rechtswissenschaft beziehungsweise Rechtswissenschaften, ist der akademische Grad eines Doktors im Bereich der Rechtswissenschaft. Die Abkürzung ist Dr. jur. oder Dr. iur. (lateinisch; Abkürzung von Doctor iuris, zu Deutsch „Doktor des Rechts“).

## Überblick

### Kanonisches Recht
Die Pluralform „Rechte“ verweist auf das mittelalterliche Verständnis zweier getrennter Rechtsmaterien, des weltlichen Zivil-Rechts und des kanonischen Rechts.
Im Gebiet des römisch-katholischen Kirchenrechts wird der Grad Doktor des kanonischen Rechts verliehen, lat. Doctor iuris canonici (Dr. iur. can.), auch Juris Canonici Doctor (J.C.D.) oder Iuris Canonici Doctor (I.C.D.), englisch Doctor of Canon Law (D.C.L., D.Cnl., D.D.C., D.Can.L.). Die Verleihung erfolgt in der Regel durch die theologischen Fakultäten der Universitäten.
Im späteren Mittelalter und in der frühen Neuzeit war der Grad des Doktors beider Rechte (Iuris Utriusque Doctor, Dr. iur. utr.) die höchstmögliche Qualifikation eines Juristen. Sie dokumentierte profunde Kenntnisse des staatlichen und des Kirchenrechts und verbesserte die Zugangsmöglichkeiten zu höchsten Ratgeberposten und Ämtern in Regierungen, Verwaltungs- und Universitätsleitungen. Heute wird der Titel noch an einigen wenigen Rechtsfakultäten in Kooperation mit der jeweiligen theologischen Fakultät verliehen, hat aber nicht mehr die hervorgehobene Bedeutung.

### Kombinierte Titel
Im deutschsprachigen Raum war und  ist es seltener auch üblich, den Titel um einen weiteren Fachzusatz zu ergänzen, falls eine Kombination zweier Studiengänge vorliegt. Ein Beispiel ist der Dr. iur. et rer. pol. (Doktor der Rechts- und Staatswissenschaften), weitere Beispiele sind im Bereich der Geistes- und Wirtschaftswissenschaften zu finden.

### Doktortitel in anderen Staaten
Einige Doktorgrade der Rechtswissenschaft aus anderen Staaten gelten nicht als äquivalent zu einem Doktorgrad in Deutschland und Österreich. In manchen Staaten werden etwa juristische Doktorgrade als Berufsdoktorate verliehen, die als Abschluss des Studiums und nicht aufgrund einer wissenschaftlichen Promotionsleistung erworben werden, beispielsweise der Juris Doctor (J.D.) in den USA. Hier existieren dann in der Regel weiterführende Forschungsdoktorate, wie etwa der Doctor of Juridical Science, Doctor of the Science of Law (J.S.D. oder S.J.D). In Tschechien und der Slowakei existieren hingegen im Bereich der Rechtswissenschaften einerseits die sogenannten kleinen Doktorgrade JUDr. und ICDr. sowie der mit dem deutschen Doktor vergleichbare Ph.D. bzw. PhD.

## Deutschland
In Deutschland richten sich die Voraussetzungen zum Erwerb des Doktorgrades nach den Promotionsordnungen der einzelnen Fakultäten. Der Doktor der Rechte bzw. Doktor der Rechtswissenschaft wird von den juristischen Fakultäten verliehen. Gleiches gilt für den akademischen Grad Dr. iur. utr., der allerdings nur noch von den juristischen Fakultäten der Universitäten Köln, Würzburg und seit 2004 auch Potsdam verliehen wird. Die Universitäten Erlangen-Nürnberg und Heidelberg verleihen den Grad nicht mehr.
Im Bereich des kanonischen Rechts muss der Doktorand ein Studium des kanonischen Rechts mit dem Grad eines Lizentiaten des kanonischen Rechts (Lic. iur. can.) abgeschlossen haben. Dies setzt seinerseits ein vorheriges abgeschlossenes Studium der Theologie oder der Rechtswissenschaft voraus. Er wird in Deutschland derzeit nur noch am Klaus-Mörsdorf-Institut für Kanonistik in München verliehen.

### Voraussetzung mit 1. Staatsexamen/Erster juristischer Prüfung
Im Bereich der Rechtswissenschaft muss der Doktorand in der Regel ein Erstes juristisches Staatsexamen bestanden haben, häufig mit einer Mindestpunktzahl (i. d. R. vollbefriedigend). Daneben können die Absolvierung besonderer Lehrveranstaltungen (z. B. Grundlagenseminare) oder der Nachweis besonderer Kenntnisse (z. B. Lateinkenntnisse) verlangt werden.

### Voraussetzung ohne 1. Staatsexamen/Erster juristischer Prüfung
Universitäts- und Fachhochschulabsolventen mit dem Studienabschluss Master of Laws bzw. LL.M. (lat. Legum Magister) können unter bestimmten Voraussetzungen ebenfalls zur Promotion berechtigt sein. Da Fachhochschulen kein eigenes Promotionsrecht haben, müssen Fachhochschulabsolventen sich an einer juristischen Fakultät um die Annahme als Doktorand bewerben, so dass deren Promotionsordnungen die (teils sehr restriktiven) Voraussetzungen festlegen, unter denen Fachhochschulabsolventen zugelassen werden. Auch die Voraussetzungen, unter denen die Absolventen juristischer bzw. wirtschaftsjuristischer Masterprogramme zur Promotion zugelassen werden, sind derzeit in der Regel noch sehr restriktiv. Zum Teil sehen die Promotionsordnungen eine Promotion zum Dr. iur. jedoch nur für Absolventen vor, die in allen Bereichen der Rechtswissenschaften Kenntnisse, also umfassende materiellrechtliche Grundkenntnisse in den drei Rechtsgebieten Bürgerliches Recht, Strafrecht und öffentliches Recht sowie der juristischen Methoden erlangt haben; für Absolventen der Rechtswissenschaften mit Schwerpunkt Wirtschaftswissenschaften bleibt dann die Möglichkeit, zum Dr. rer. pol. promoviert zu werden.

### Promotionsleistungen
Die Promotionsleistung selbst besteht aus der Dissertation, die veröffentlicht wird und eine selbständige wissenschaftliche Arbeit darstellt, sowie aus einer mündlichen Prüfung. Diese Prüfung kann als Rigorosum oder Verteidigung der Arbeit (Disputation) ausgestaltet sein.
Soll der Grad eines Doktors beider Rechte (Dr. iur. utr.) erworben werden, so wird zusätzlich eine kirchenrechtliche oder kirchenrechtshistorische Prüfungsleistung verlangt.
Ist die Promotion angenommen und veröffentlicht, bekommt der Doktorand das – häufig auf Latein verfasste – Doktordiplom ausgehändigt und erlangt damit das Recht, den Doktorgrad zu führen.

## Österreich
In Österreich beträgt die Regelstudiendauer zum Erwerb des Dr. iur. derzeit oft noch zwei bis vier Semester. Nach neuem Recht, nach der Umsetzung des Bologna-Prozesses, sind mindestens sechs Semester vorgesehen, und die Universitäten können zukünftig wählen, ob sie weiterhin den traditionellen Grad Doctor iuris oder den „internationaler“ klingenden Grad Doctor of Philosophy (PhD) für das Doktoratsstudium verleihen. Neben der Dissertation sind Lehrveranstaltungen (insb. Seminare) und Rigorosen vorgesehen. Für die Zulassung zum Studium sind ein abgeschlossenes rechtswissenschaftliches Diplomstudium (Mag. iur.) oder ein gleichwertiger in- oder ausländischer Universitäts- oder Fachhochschulabschluss erforderlich.

## Liechtenstein
In Liechtenstein bietet die Private Universität im Fürstentum Liechtenstein UFL in Triesen die Möglichkeit zur Promotion in Rechtswissenschaften. Nach Abschluss des dreijährigen akkreditierten berufsbegleitenden Promotionsstudiums wird – wie in Österreich – der Dr. iur. verliehen. Der Fokus der vertiefenden Fachausbildung liegt im Wirtschafts- und Steuerrecht, im Europarecht sowie im Rechtsvergleich.

## USA, Großbritannien
In den USA wird der Doktor der Rechtswissenschaften (Doctor of Laws) abgekürzt oft als J.S.D. oder S.J.D (kurz für „juridicae scientiae doctor“ oder „scientiae juridicae doctor“, lateinisch für „Doktor der Rechtswissenschaft“) bezeichnet. Dies unterscheidet die juristische Promotion von denen in vielen anderen Fachgebieten, wo die Bezeichnung „Doctor of Philosophy“ (abgekürzt Ph.D. oder, seltener, D.Phil) vorherrscht. Dieser J.S.D. oder S.J.D. ist nicht mit dem Juris Doctor zu verwechseln, bei dem es sich – dem Namen zum Trotz – nicht um eine Promotion mit wissenschaftlicher Forschungsleistung handelt, sondern um den ersten juristischen Hochschulabschluss nach (in der Regel) drei Jahren Jurastudiums. Derartige als „Doktor“ bezeichnete Abschlüsse, hinter denen sich keine echte Promotion verbirgt, werden als Berufsdoktorate bezeichnet.

Demgegenüber wird in Großbritannien auch bei juristischen Promotionen zumeist ein „Doctor of Philosophy“ verliehen.

## Tschechische Republik, Slowakische Republik
In Tschechien und der Slowakei schließt ein Hochschulstudium der Rechtswissenschaft in der Regel mit dem Grad eines „doktor práv“, abgekürzt JUDr., ab. Ähnlich wie beim amerikanischen Juris Doctor handelt es sich hier um einen als „kleiner Doktorgrad“ bezeichnetes Berufsdoktorat, also um einen Abschluss, der als Doktorat bezeichnet wird, obwohl keine wissenschaftliche Forschungsleistung zugrunde liegt. Dieser JUDr. gilt daher in Deutschland nicht als dem Dr. iur. gleichwertig, darf nicht als „Dr.“ vor dem Namen ohne Zusatz geführt werden und kann auch nicht in deutsche Personalausweise und Reisepässe eingetragen werden.